# Ortalide à sourcils
Ortalis superciliaris
Espèce
Statut de conservation UICN

 LC  : Préoccupation mineure
L’Ortalide à sourcils (Ortalis superciliaris) est une espèce d'oiseau de la famille des Cracidae.

## Répartition
Elle est endémique du nord du Brésil.

## Habitat
Elle vit dans les forêts sèches, les forêts et broussailles humides de plaine subtropicales et tropicales.
Elle est menacée par la perte de son habitat.